# Ordine di San Giorgio
L'Ordine Militare di San Giorgio Grande Martire Trionfante (conosciuto anche col semplice nome di Ordine di San Giorgio Trionfante o di Ordine Imperiale di San Giorgio, in russo Военный орден Св. Великомученика и Победоносца Георгия, Voennyj orden Sviatogo Velikomučenika i Pobedonosca Georgija) è un ordine cavalleresco russo.

## Storia

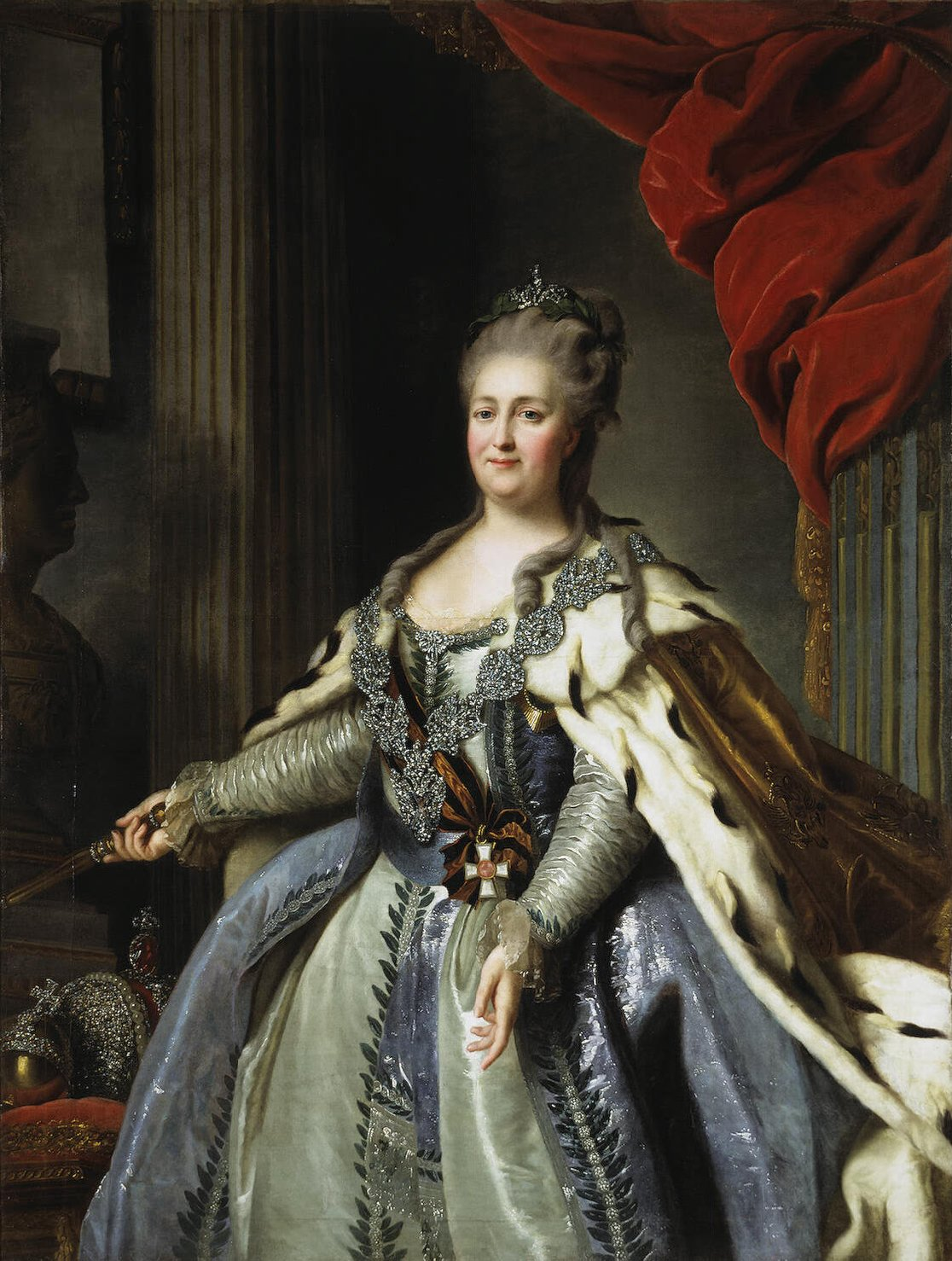
Ritratto di Caterina II di Russia: si noti la fascia con la medaglia dell'Ordine di San Giorgio da lei fondato nel 1769

L'Ordine Imperiale di San Giorgio venne fondato nell'ambito dell'Impero Russo il 26 novembre 1769 dalla Zarina Caterina II di Russia, un anno dopo l'inizio della guerra russo-turca del 1768-1774. Esso rappresentò un unicum per il periodo in cui venne creato perché per la prima volta in Russia veniva creato un ordine con più gradi e destinato esclusivamente per le eccellenze nelle imprese militari sulla scorta di altri ordini sorti in Europa presso altre monarchie. Il primo regolamento prevedeva che le concessioni venissero fatte a quei "figli fedeli della patria che si fossero distinti con zelo e lucentezza di coraggio" e che al IV grado fossero ammessi come minimo coloro "che, ufficiali, avessero prestato servizio lodevole all'estero in almeno 18 campagne militari".
Nel 1807 venne istituita in aggiunta una medaglia in argento per i ranghi inferiori i cui insigniti ottennero il titolo onorifico di "militare di San Giorgio". Il numero di concessioni è da sempre illimitato.
Nel 1833 lo statuto dell'Ordine venne rivisto e venne realizzata una descrizione accurata delle norme per accedere ai vari ranghi dell'onorificenza oltre all'aggiunta della partecipazione ad almeno una battaglia per l'assegnazione del IV grado.
Poiché San Giorgio inoltre era un santo della tradizione cristiana e l'esercito russo prevedeva anche il reclutamento di persone non di religione ortodossa, per costoro la decorazione che riportava sul diritto l'immagine di San Giorgio a cavallo nell'atto di uccidere il drago, venne sostituita dall'aquila bicipite russa recante lo stemma di stato. Il primo esemplare di questa onorificenza venne concesso dallo zar Nicola I il 29 agosto 1844 durante la guerra del Caucaso e concessa al maggiore Jami-bey Kaytahsky.
Dal 1845 venne esteso all'Ordine di San Giorgio il diritto di nobiltà ereditaria dal IV grado, diritto presente anche negli altri ordini russi ma solo nel caso della I classe. A partire dal 1849 inoltre i nomi di tutti i cavalieri di San Giorgio vennero inscritti su tavole di marmo nella Sala di San Giorgio del palazzo del Cremlino di Mosca.
Il 15 maggio 1855 venne abrogato il decreto di assegnazione dell'Ordine di San Giorgio di IV classe per anzianità di servizio con la sostituzione dello stesso con la IV classe dell'Ordine di San Vladimiro. Venne inoltre stabilito che l'insignito di un grado superiore dell'Ordine di San Giorgio dovesse restituire allo stato la decorazione precedente all'attuale.
Soppresso con la rivoluzione russa del 1917, nel 1943 il governo comunista russo stabilì la fondazione dell'Ordine della Gloria che si modellava su questo stesso ordine come meriti di concessione e che rappresentava la più alta onorificenza militare del governo sovietico post-bellico. Venne inoltre recuperato il medesimo nastro dell'Ordine Imperiale di San Giorgio.
Con il crollo dell'URSS e la fondazione della Federazione Russa l'Ordine Imperiale di San Giorgio venne ristabilito il 2 marzo 1994 con il nome di Ordine di San Giorgio; regolato con un decreto dell'8 agosto 2000, a tutt'oggi continua ad essere conferito dallo stato russo.

## Insegne

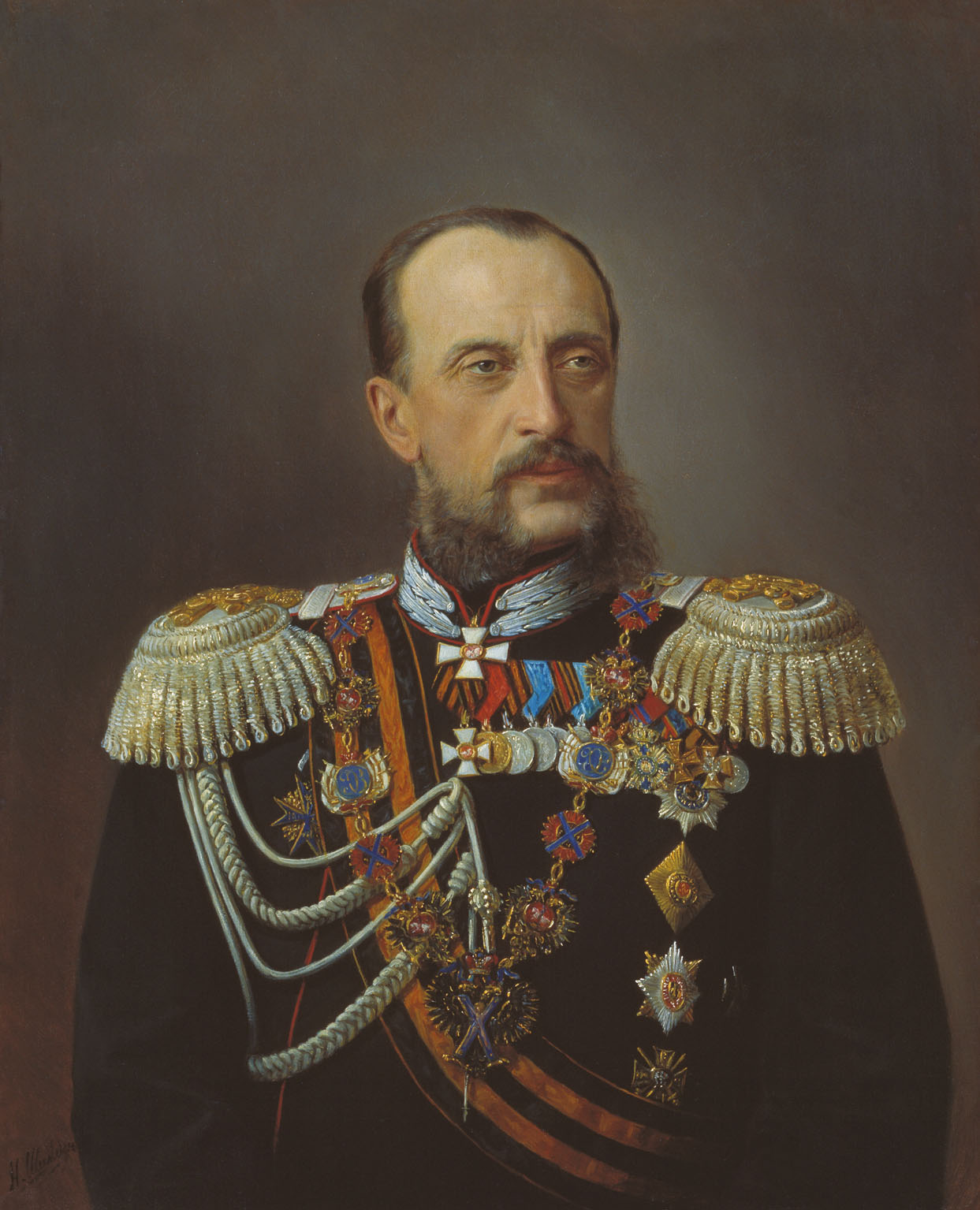
Il Granduca Nikolaj penultimo genito dello Zar Nicola I, decorato di tutte le classi dell'ordine.

La decorazione dell'Ordine di San Giorgio doveva essere concessa assieme a tutte le altre onorificenze russe ad eccezione dell'Ordine di Sant'Andrea che era il più alto dell'Impero. L'ordine si componeva di tre elementi di distinzione:
- Croce: una croce patente d'oro smaltata di bianco con un medaglione centrale raffigurante San Giorgio che uccide il drago. La Croce veniva portata su una fascia per la I Classe, al collo per la II Classe e per la III Classe, mentre veniva apposta sulla parte sinistra del petto per la IV Classe.
- Stella: una stella d'argento con le cifre coronate di San Giorgio dorate al centro, circondate dal motto "Per Servizio e Coraggio" ("Za Službu i Chrabrost"). Veniva portata sulla parte sinistra del petto per la I e la II Classe.
- Nastro: arancio con tre strisce nere, comunemente chiamato "Nastro Georgiano". Esso simboleggiava il fuoco e la polvere da sparo, i "colori militari della gloria" secondo il simbolismo russo, e probabilmente essi erano derivati dal primitivo stemma imperiale russo (un'aquila nera su uno sfondo dorato). Esso successivamente associò l'arancio che era il colore della divisa delle guardie d'onore dello Zar.

|                        |                         |                        |                       |
| Nastri                 |                         |                        |                       |
| Cavaliere di IV classe | Cavaliere di III Classe | Cavaliere di II classe | Cavaliere di I Classe |

## Ordine di Precedenza
Al momento della sua fondazione, l'Ordine Imperiale di San Giorgio venne posto al secondo gradino nell'ordine di precedenza delle onorificenze russe, appena sotto l'Ordine di Sant'Andrea e corrispondente per grado e merito all'Ordine di San Vladimiro.
Attualmente, l'Ordine di San Giorgio è la più alta onorificenza militare della Federazione Russa, posta appena sotto l'Ordine di Sant'Andrea. Ad esso viene annesso il titolo di "Eroe della Federazione Russa" che è attualmente il titolo più alto in Russia, rimarcato dalla corrispondente medaglia al merito. Esso è comunque anche il più esclusivo: solo 25 persone finora nella storia dell'onorificenza hanno avuto diritto alla I Classe dell'ordine.
All'ordine possono essere premiati solo militari ufficiali e generali, per merito dimostrato e valore assoluto delle loro capacità, soprattutto nei confronti dei nemici esterni alla Russia.

## Elenco dei 25 insigniti della I Classe
1. Zarina Caterina II di Russia, 26 novembre 1769 (creandosi Gran Maestro dell'Ordine e di conseguenza riservandosi una medaglia di I Classe)
2. Generale in Capo Conte Pëtr Aleksandrovič Rumjancev-Zadunajskij, 27 luglio 1770 (presa di Kagula durante la Guerra Russo-Turca, 1768-1774; promosso poi a feldmaresciallo).
3. Generale in Capo Conte Aleksej Grigor'evič Orlov-Česmenskij a Chesma, il 27 settembre 1770 (Battaglia di Chesma).
4. Generale in Capo Conte Pëtr Ivanovič Panin, 8 ottobre 1770 (presa di Bendery (Tighina)).
5. Generale in Capo Principe Vasilij Michajlovič Dolgorukov nella Crimea 18 luglio 1771 (presa della Crimea).
6. Feldmaresciallo Principe Grigorij Aleksandrovič Potëmkin a Tauride, 16 dicembre 1788 (Assedio di Očakov).
7. Generale in Capo Conte Aleksandr Vasil'evič Suvorov a Rymnik, poi Principe d'Italia, 18 ottobre 1789 (battaglia di Rymnik nella Guerra russo-turca, 1787-1792; successivamente Generale Feldmaresciallo e poi Generalissimo).
8. Ammiraglio Vasilij Jakovlevič Čičagov, 27 luglio 1790 (battaglia di Reval e della Baia di Vyborg durante la Guerra Russo-Svedese, 1788-1790).
9. Generale in Capo Principe Nikolaj Vasil'evič Repnin, 15 luglio 1791 (battaglia di Machin durante la Guerra russo-turca del 1787-1792; venne successivamente promosso Generale Feldmaresciallo).
10. Generale Feldmaresciallo Conte (poi Principe) Michail Illarionovič Kutuzov a Smolensk, 12 dicembre 1812 (respingendo l'invasione di Napoleone in Russia).
11. Generale di Fanteria, Conte (poi Principe) Michael Andreas Barclay de Tolly, 19 agosto 1813 (Battaglia di Kulm; promosso poi Feldmaresciallo).
12. Principe della Corona Carlo Giovanni di Svezia, 30 agosto 1813 (Battaglia di Dennewitz, in comando delle forze russe).
13. Generale Feldmaresciallo Principe Gebhard Leberecht von Blücher a Wahlstatt, 8 ottobre 1813 (Battaglia di Lipsia).
14. Generale Feldmaresciallo Principe Karl Philipp Schwarzenberg, 8 ottobre 1813 (Battaglia di Lipsia, in comando di forze russe).
15. Generale Feldmaresciallo Arthur Wellesley, I duca di Wellington, 28 aprile 1814 (azioni contro Napoleone e a favore della Russia).
16. Generale di Cavalleria Conte Levin August von Bennigsen, 22 giugno 1814 (azioni contro Napoleone).
17. Principe Luigi Antonio di Borbone-Francia, Duca d'Angoulême, 22 novembre 1823 (Battaglia di Trocadero)
18. Generale Aiutante Conte Ivan Fëdorovič Paskevič a Erevan (poi Principe di Varsavia), 27 luglio 1829 (presa di Erzerum e vittoria della guerra Russo-Turca, 1828-1829; promosso Generale Feldmaresciallo).
19. Generale Aiutante Conte Ivan Diebitsch-Zabalkansky, 12 novembre 1829 (vittoria della guerra Russo-Turca, 1828-1829; promosso Generale Feldmaresciallo).
20. Generale Feldmaresciallo Conte Josef Radetzky, 27 agosto 1848 (Rivoluzioni del 1848 e presa di Milano).
21. Imperatore Alessandro II di Russia il 26 novembre 1869 (assegnata in occasione del centenario di fondazione dell'Ordine)
22. Re Guglielmo I di Prussia, 26 novembre 1869 (in occasione del centenario dell'Ordine e per operazioni contro Napoleone nel 1814)
23. Generale Feldmaresciallo Arciduca Alberto d'Asburgo-Teschen, 20 giugno 1870 (Guerra Franco-Prussiana).
24. Generale Aiutante Granduca Michail Nikolaevič Romanov, 9 ottobre 1877 (azioni durante la Guerra russo-turca e promosso poi Feldmaresciallo).
25. Generale Aiutante Granduca Nikolaj Nikolaevič "il Vecchio", 29 novembre 1877 (presa di Pleven; promosso poi Feldmaresciallo).

### Spada d'oro al coraggio
A partire dal 1855 venne stabilito che la spada d'oro come onorificenza venisse slegata dall'Ordine di Sant'Anna e unita piuttosto a quello di San Giorgio con l'aggiunta di un nastro coi colori di quest'ultimo ordine all'elsa della spada stessa.
Il premio, già noto in Russia a partire dal regno di Pietro il Grande, conobbe una notevole impennata nelle concessioni proprio a causa delle numerose guerre che nel corso dell'Ottocento coinvolsero l'Impero russo.
Nel 1859 una variante al regolamento creato per la prima volta dallo zar Alessandro I stabilì che per ottenere la spada d'oro bisognasse disporre al mento del grado di tenente o capitano e che l'ufficiale dovesse almeno essere insignito del IV grado dell'Ordine di Sant'Anna o dell'Ordine di San Giorgio. Per tutti i generali insigniti della spada d'oro vennero previsti i diamanti.
Dal 1º settembre 1869 venne stabilito che la spada d'oro venisse assegnata ex officio a tutti i cavalieri dell'Ordine di San Giorgio di qualsiasi grado, sebbene essa continuasse di fatto a rivestire un ruolo di distinzione indipendente. Si colse l'occasione in tale data per fare un censimento delle onorificenze di spade d'oro concesse con un totale di 3384 agli ufficiali e 162 ai generali. Dal 1878 venne stabilito che tutti i generali che avessero diritto alla spada d'oro con diamanti dovessero provvedervi a proprie spese il che diversificò notevolmente le varie concessioni oltre al fatto che questo portò molti generali a sostituire la classica spada in oro e pietre preziose con una normale sciabola alla quale veniva applicata nelle occasioni più solenni la croce dell'Ordine di San Giorgio fissata all'elsa con un nastro.